# Dieupentale
Dieupentale är en kommun i departementet Tarn-et-Garonne i regionen Occitanien i södra Frankrike. Kommunen ligger i kantonen Grisolles som tillhör arrondissementet Montauban. År 2022 hade Dieupentale 1 644 invånare.

## Befolkningsutveckling
Antalet invånare i kommunen Dieupentale
| Referens: INSEE |

## Monument

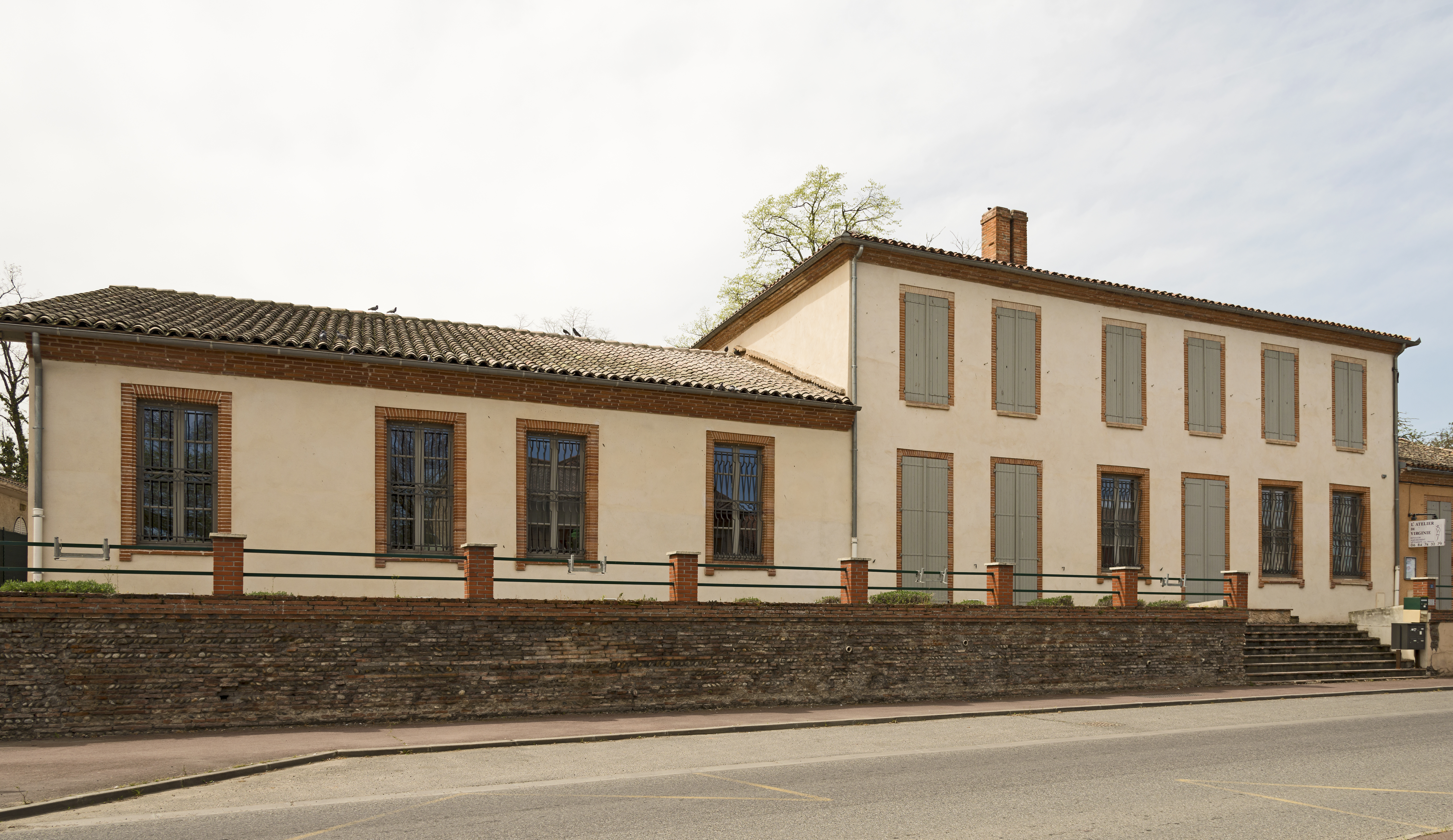
rådhuset.
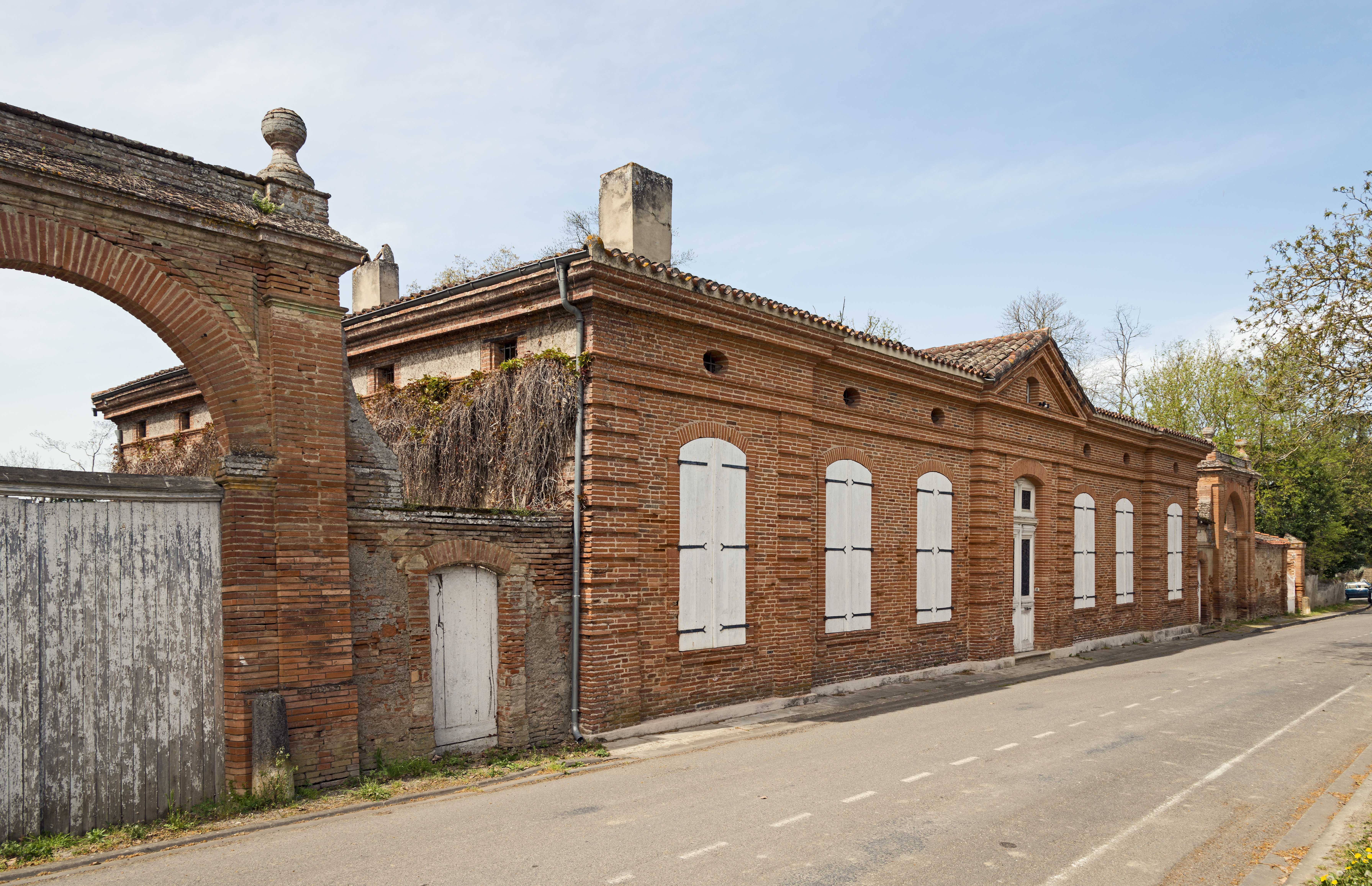
Slott, de Laparre de Saint-Sernin.
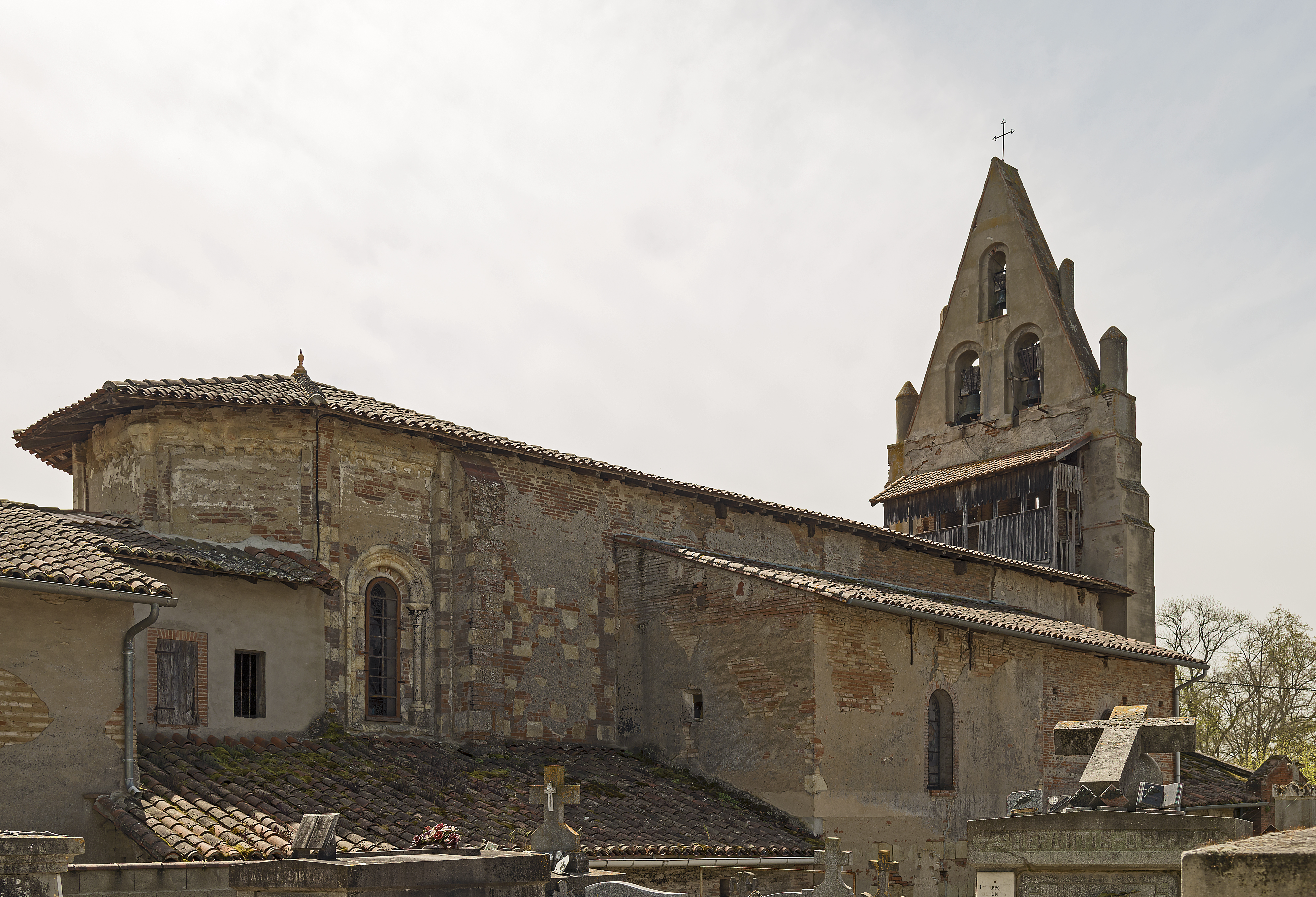
Kyrkan.
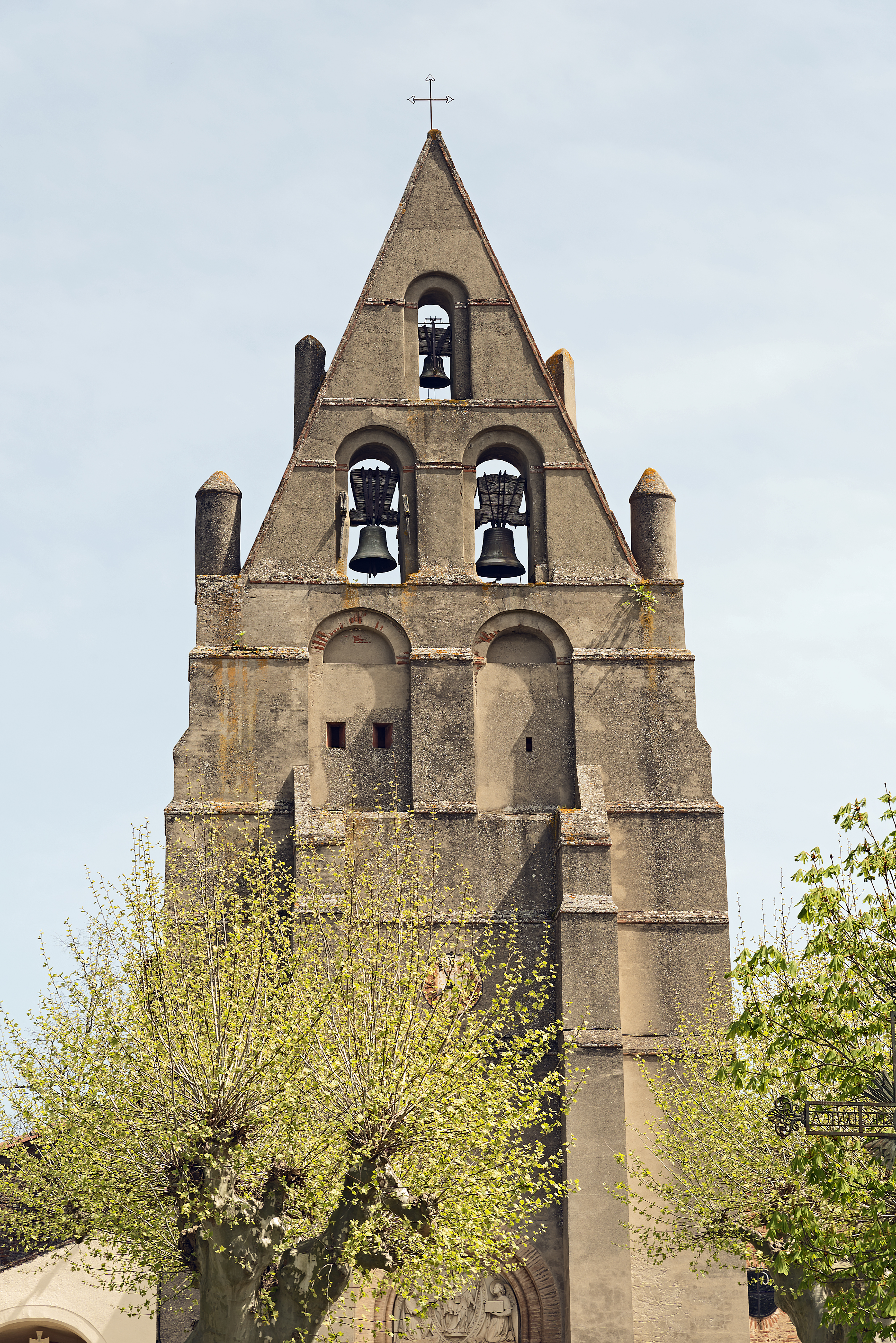
klockstapeln.
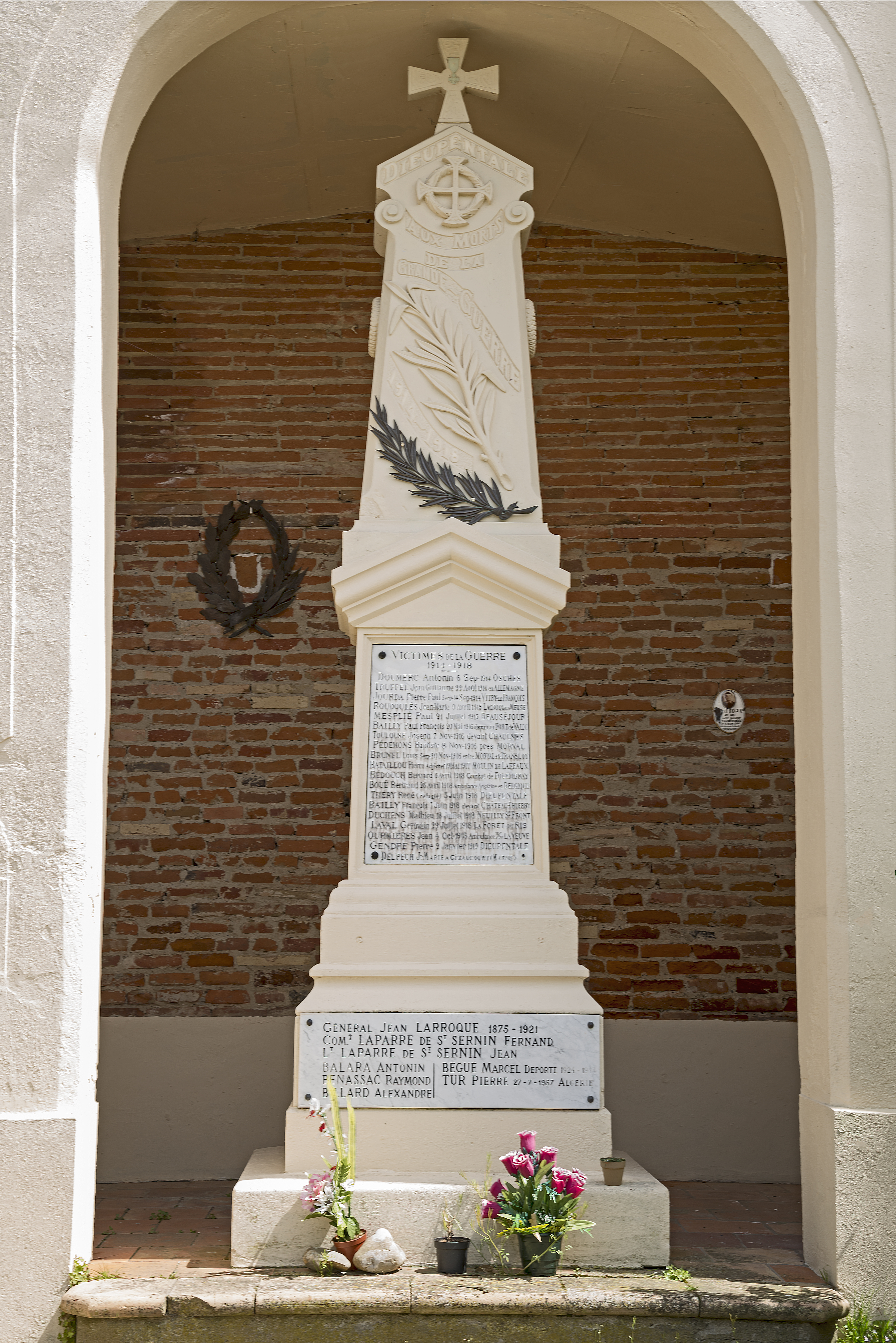
War memorial.
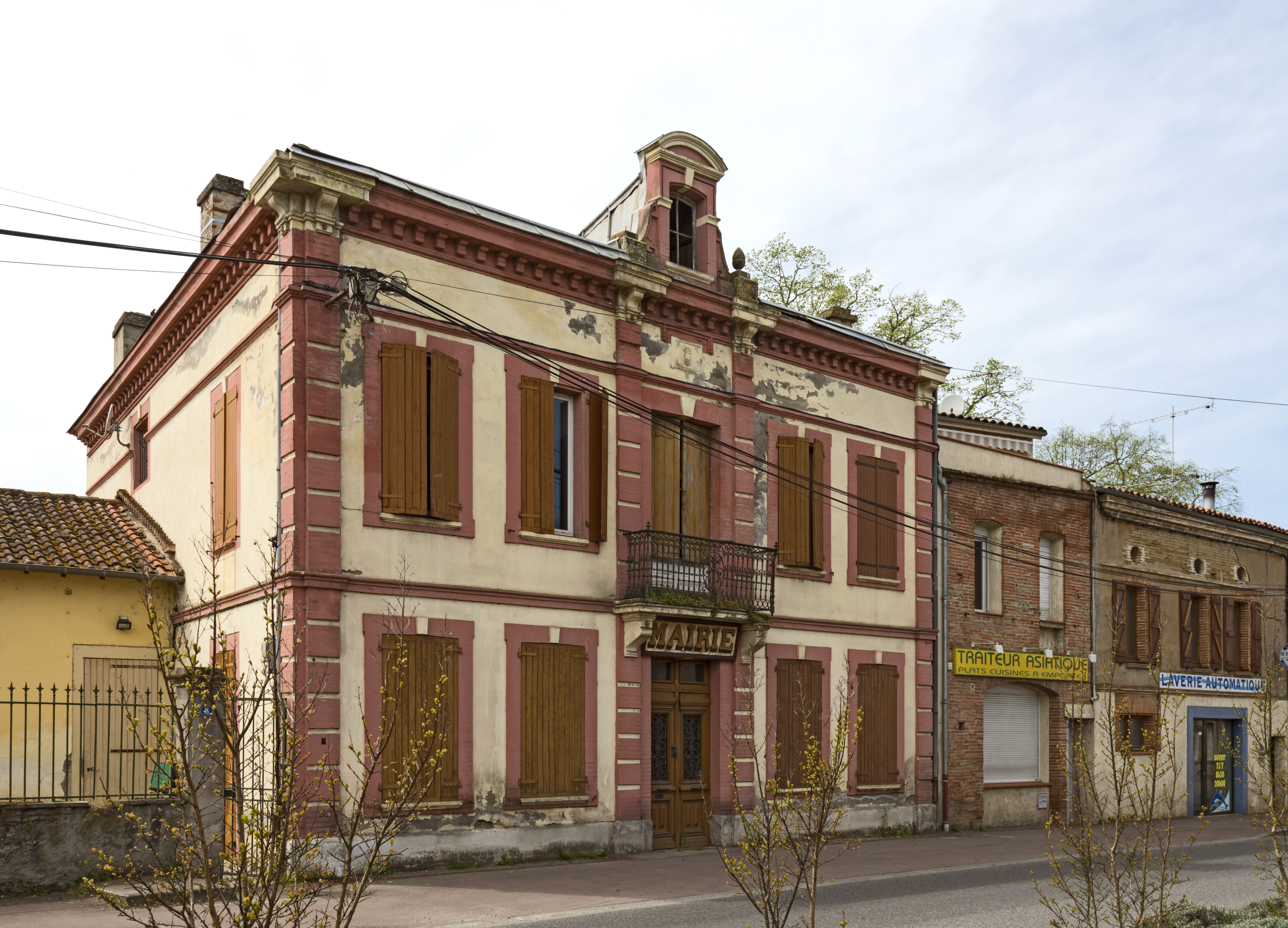
gamla rådhuset.